# پرودانووتسی (استان گابرووو)
پرودانووتسی (به بلغاری: Prodanovtsi) یک منطقهٔ مسکونی در بلغارستان است که در شهرستان گابروو واقع شده‌است.